# تهويد الجليل
تهويد الجليل، هو مشروع وسياسة إقليمية للحكومة الإسرائيلية والمنظمات غير الحكومية المرتبطة بها والتي تهدف إلى زيادة عدد السكان والمجتمعات اليهودية في الجليل، وهي منطقة ذات أغلبية عربية.

## الخلفية
مع انتهاء الانتداب البريطاني على فلسطين وانسحاب القوات البريطانية في منتصف مايو 1948، تصاعدت الحرب الأهلية بين الجاليتين اليهودية والعربية إلى الحرب عام 1948 بإعلان الاستقلال الإسرائيلي وعبرت جيوش مصر والعراق والأردن ولبنان وسوريا الحدود السابقة إلى المنطقة، وحدثت هجرة جماعية لليهود من الدول العربية والإسلامية، وأحيانًا ترك اليهود طوعًا، وفي معظم الحالات بالقوة، هاجر معظمهم إلى إسرائيل. أوصت خطة التقسيم غير المأذون بها لفلسطين والواردة في قرار الجمعية العامة للأمم المتحدة رقم 181، الذي دعا إلى إنشاء دولتين يهودية وعربية منفصلتين، بوضع منطقة الجليل الغربي في المنطقة العربية. ومع ذلك، بعد اتفاقات الهدنة لعام 1949 التي أنهت الأعمال العدائية الرسمية لحرب عام 1948، تم دمج المنطقة بدلاً من لإسرائيل. لا يزال السكان العرب الذين أهلكوا الحرب إلى حد كبير يشكلون الأغلبية في المنطقة.
استقلال إسرائيل يعني أن أولويات الحركة الصهيونية تحولت من تأمين قاعدة إقليمية آمنة للمهاجرين اليهود (كثير منهم لاجئون من الاضطهاد الأوروبي)، إلى بناء مجتمعات يهودية قابلة للحياة من دولة ذات سيادة تم إنشاؤها حديثًا و «جمع واستيعاب المنفيين» حسب ما قال (ميزوج جالويوت).
وفقًا لأورين يفتشيل، فإن التهويد هي سياسة على مستوى الولاية تهدف إلى منع عودة 750,000 لاجئ فلسطيني نفيهم في حرب عام 1948 وممارسة السيطرة اليهودية على الأراضي المحتلة التي لا تزال تشمل 13-14% من السكان العرب الذين ظلوا هناك بعد الحرب. ورث التهويد أيضًا نقل الأراضي التي صودرت من العرب إلى اليهود، والتدمير المادي للقرى والبلدات والأحياء العربية التي هرب سكانها أو طُردوا منها في حرب الأيام الستة وحرب عام 1948، والقيود المفروضة على الاستيطان وتنمية العرب والتوازي مع ذلك. تطوير المراكز الحضرية والصناعية اليهودية، وتغيير أسماء الأماكن الفلسطينية إلى تلك العبرية، وإعادة رسم الحدود البلدية لضمان السيطرة اليهودية. مجالان رئيسيان مستهدفتان باستراتيجية تهويد هما النقب والجليل.

## تاريخ التنفيذ
أقرت الحكومة الإسرائيلية سياسة «تهويد الجليل» لأول مرة في مارس 1949. وابتداءً من أوائل الخمسينيات، قامت الوكالة اليهودية وجيش الدفاع الإسرائيلي ووزارة الداخلية بتنسيق جهودها لزيادة عدد اليهود الذين يعيشون في الجليل. من بين المدافعين الرئيسيين عن المشروع يوسف نحماني ويوسف فايتز اللذين شددا على الحاجة إلى إنشاء أغلبية يهودية في الجليل للحد من «التهديد العربي» ومنع تشكيل «نواة القومية العربية داخل الدولة اليهودية».
جزء من الجهود المبذولة لتطوير وتعبئة الجليل بأغلبية يهودية تضمن قانون حيازة الأراضي لعام 1953 الذي أسفر عن مصادرة 1,220,000 دونم من الأراضي المملوكة للعرب في السنة الأولى بعد تنفيذه.
كان نحماني قد دعا إلى إيلاء اهتمام خاص لتوطين اليهود في مدينة الناصرة في رسالة عام 1953 إلى رئيس الوزراء ديفيد بن غوريون. في النصف الثاني من عام 1954، وسعت وزارة الإسرائيلية دورها في خطط لتوطين الجليل من خلال إنشاء دائرة تطوير الجليل التي تهتم، من بين أمور أخرى، برعاية المستوطنة اليهودية الجديدة في الناصرة نوف هجليل (الناصرة العليا) تأسست من قبل الحكومة في ذلك العام. الناصرة عيليت، على الرغم من أنها أقل في عدد السكان من الناصرة نفسها، أصبحت الآن العاصمة الإدارية للمنطقة الشمالية لإسرائيل. كان إنشاء مدينة كرمئيل على أراضي القرى العربية في عام 1962، والتي مثل الناصرة عيليت جزءًا من تطبيق السياسة نفسها.
ووفقًا لديفيد ماكدول، كان هناك سبب إضافي وراء تنفيذ سياسة التهويد «لضمان عدم وجود نقاش جدي حول إعادة أي من هذه الأراضي المخصصة لدولة عربية من قبل الأمم المتحدة إلى السيطرة العربية». بحلول عام 1964، كان هناك أكثر من 200 مستوطنة يهودية في المنطقة الشمالية في إسرائيل، بينما في الجليل، نتيجة للمستوطنة اليهودية المكثفة، فاق عدد اليهود عدد الفلسطينيين بنسبة 3: 2.
لجذب الهجرة اليهودية إلى المناطق التي تستهدفها سياسة التهويد، تم حشد الموارد العامة لتقديم حوافز في شكل إعفاءات ضريبية، وإعانات للأراضي والإسكان، وقروض منخفضة الفائدة، ومساعدة في الإيجار. كما تم تقديم منح تأسيس مباشرة وتطوير البنية التحتية الإقليمية لدعم المجتمعات اليهودية التي تم تأسيسها.
تضمن تنفيذ المشروع في سبعينيات القرن العشرين مصادرة إسرائيل للأراضي الفلسطينية، والتي أعلنت صراحة تحت شعار «تهويد الجليل» في فبراير 1976. أثار الإعلان نداء إضراب عام ومظاهرات من قبل السكان الفلسطينيون، استشهد فيها 6 مواطنين فلسطينيون وجُرح كثيرون واعتقلتهم قوات الإسرائيلية. يتم احياء ذكرى بهذه الأحداث سنويًا من قبل الفلسطينيين في يوم الأرض.
بحلول منتصف سبعينيات القرن العشرين، «كان من الواضح أن حملة الاستيطان اليهودية في الجليل كانت فاشلة». جددت دولة إسرائيل كنيغ، مؤلفة مذكرة كنيغ، الدعوة لتهويد الجليل في عام 1977. يتهم المعهد الدولي للبيئة والتنمية بأن النمو المستمر للسكان العرب وملكيتهم المستمرة للأراضي هما مصدران للفزع بالنسبة إلى كونيغ، الذين دافعوا عن اتخاذ تدابير لإجبارهم على مغادرة البلاد.
استمرت جهود التهويد في الجليل، وبحلول منتصف تسعينيات القرن العشرين غيّرت التركيبة السكانية للجليل (والنقب) بشكل كبير، رغم أنه في قلب الجليل، كان العرب لا يزالون يشكلون 72% من السكان. خريطة تخطيط عام 1995 للجليل صاغها مجلس التخطيط الإقليمي وسربت إلى الصحافة، ودعت إلى التهويد من خلال زيادة المستوطنات اليهودية الموزعة هناك، «بطريقة من شأنها تعطيل أي استمرارية جغرافية فلسطينية».
يذكر عساف أديف أنه على الرغم من تجنب الحكومة الإسرائيلية استخدام مصطلح «تهويد» لوصف سياساتها التنموية في الجليل منذ اندلاع الانتفاضة الثانية، ظلت سياسة الحكومة تهدف إلى تشجيع الاستيطان اليهودي في الجليل.

## مجتمعات عربية يهودية مختلطة
كان من التأثير غير المتوقع لجهود الحكومة الإسرائيلية لجذب السكان اليهود إلى الجليل نمو المجتمعات العربية اليهودية المختلطة. «لم يكن للجهود المبذولة لتهويد الجليل تأثير متناقض»، كتب ميرون رابابورت من صحيفة هآرتس. «اليهود المزدهرون يغادرون المدن الشمالية...ويحلون في مكانهم العرب». بينما بنت الحكومة الإسرائيلية وحدات سكنية في بلدات مخصصة للتسوية اليهودية، لم يهاجر اليهود إلى المنطقة كما هو متوقع. وفي الوقت نفسه، قام الفلسطينيون، الذين كانت خيارات الإسكان الخاصة بهم محدودة بشكل متزايد بسبب القيود المفروضة على التنمية في قراهم، بشراء وحدات في البلدات اليهودية. يوجد الآن عدد كبير من السكان العرب في العديد من مدن الجليل الجديدة، بما في ذلك الناصرة العليا (حوالي 20 %) وكرمئيل (10 %).
مع عدم وجود سياسة توجيهية للحكومة للتعامل مع هذا التكامل، فقد تم ترك المجالس الإقليمية المحلية لأنفسهم للتعامل مع هذه التطورات. على سبيل المثال، انتخب مجلس منشيه الإقليمي، في الجليل الأدنى، لإرسال عمال البلدية إلى دورات اللغة العربية من أجل تقديم الخدمات لسكانهم العرب؛ أعلن مجلس ميسغاف الإقليمي أن «التعاون بين جميع القطاعات... يهودية وعربية» هو هدف تنموي، رغم أن العلاقات اليهودية العربية لم تخل من المشاكل.
اضطلعت المنظمات غير الحكومية الإسرائيلية بدور رائد في تطوير برامج لتعزيز التكامل وللتصدي لسياسات التنمية الحكومية. «أمن المجتمع المشترك في المناطق المختلطة يحتاج إلى التركيز على تخطيط سياسة محدد، ويجب إدارته بنهج متعدد الأوجه بما في ذلك الاعتبارات الاجتماعية والاقتصادية والتعليمية والعامة والحكومية»، كتب أمنون بيليري سوليتزيانو، المدير التنفيذي المشارك صندوق إبراهيم. «من الأهمية بمكان أن ندرك أن إسرائيل اليوم هي بلد مختلط. إن السياسة التي تهدف إلى تحسين طبيعة العلاقات اليهودية العربية في المدن والمناطق المختلطة ذات أهمية قصوى ومهمة لمستقبل الدولة».

## فهرس
- Ben-Ami، Shlomo؛ Peled، Yoav؛ Spektorowski، Alberto (2000). Ethnic challenges to the modern nation state (ط. Illustrated). Palgrave Macmillan. ISBN:978-0-312-23053-1. (ردمك 0-312-23053-2). مؤرشف من الأصل في 2020-03-17.
- Falah، Ghazi (1991). "Israeli "Judaization" Policy in Galilee". Journal of Palestine Studies. University of California Press on behalf of the Institute for Palestine Studies. ج. 20 ع. 4: 69–85. DOI:10.1525/jps.1991.20.4.00p0268u. JSTOR:2537436.
- Holzman-Gazit، Yifat (2007). Land expropriation in Israel: law, culture and society. Ashgate Publishing, Ltd. ISBN:978-0-7546-2543-8. (ردمك 0-7546-2543-5). مؤرشف من الأصل في 2020-03-17.
- Firro، Kais (1999). The Druzes in the Jewish state: a brief history (ط. Illustrated). BRILL. ISBN:9789004112513. مؤرشف من الأصل في 2020-03-17.
- Kanaaneh، Rhoda Ann (2002). Birthing the nation: strategies of Palestinian women in Israel (ط. Illustrated). University of California Press. ISBN:978-0-520-22379-0. (ردمك 0-520-22379-9). مؤرشف من الأصل في 2020-03-17.
- International Institute for Environment & Development (IIED) (1994). Evictions - 7010iied. IIED. ISBN:978-1-84369-082-5. (ردمك 1-84369-082-9). مؤرشف من الأصل في 2020-03-17.
- Kimmerling، Baruch؛ Migdal، Joel S. (2003). The Palestinian people: a history (ط. Illustrated). Harvard University Press. ISBN:9780674011298. مؤرشف من الأصل في 2020-03-17.
- Lustick، Ian (1980). Arabs in the Jewish State: Israel's control of a national minority (ط. 2nd). University of Texas Press. ISBN:978-0-292-70347-6. (ردمك 0-292-70347-3).
- McDowall، David (1991). Palestine and Israel: The Uprising and Beyond (ط. Reprint, illustrated). University of California Press. ISBN:978-0-520-07653-2. (ردمك 0-520-07653-2). مؤرشف من الأصل في 2020-03-17.
- Rabinowitz، Dan (1997). Overlooking Nazareth: the ethnography of exclusion in Galilee (ط. Illustrated). Cambridge University Press. ISBN:978-0-521-56495-3. (ردمك 0-521-56495-6). مؤرشف من الأصل في 2020-03-17.
- Sufian، Sandra Marlene؛ LeVine، Mark (2007). Reapproaching borders: new perspectives on the study of Israel-Palestine (ط. Illustrated). Rowman & Littlefield. ISBN:9780742546394. مؤرشف من الأصل في 2020-03-17.
- Wesley، David A. (2006). State practices and Zionist images: shaping economic development in Arab towns in Israel (ط. Illustrated). Berghahn Books. ISBN:9781845450588. مؤرشف من الأصل في 2020-03-17.
- Yacobi، Haim (2009). The Jewish-Arab city: spatio-politics in a mixed community (ط. Illustrated). Taylor & Francis. ISBN:978-0-415-44500-9. (ردمك 0-415-44500-0). مؤرشف من الأصل في 2011-04-29.
- Yiftachel، Oren (2001). Oren Yiftachel؛ Jo Little؛ David Hedgcock (المحررون). The power of planning: spaces of control and transformation (ط. Illustrated). Springer. ISBN:978-1-4020-0534-3. (ردمك 1-4020-0534-2). مؤرشف من الأصل في 2020-03-17.